# 麗娜·科彭
麗娜·科彭（丹麥語：Lene Køppen，1953年5月5日—），已退休丹麥女子羽毛球運動員。
麗娜·科彭以速度及熱愛運動而知名，在1970年代初期至1980年代初期，曾經贏得無數丹麥國內及主要國際比賽的獎牌。她與卡蜜拉·馬丁是丹麥僅有的兩位均贏得世界錦標賽 (1977) 及全英公開賽 (1979, 1980) 女子單打冠軍的選手。
當首屆世界羽毛球錦標賽在1977年舉行時，她搭配斯蒂恩·斯科夫高奪得混合雙打冠軍，同時贏得女子單打冠軍，成為該項賽事至2007年為止，得以在單屆中獲得2項冠軍的7位選手當中的第一位。
比較特別的是，在她的羽毛球生涯全盛時期，正是她是就讀牙醫學系及實習的階段。

## 主要成就
| 名次       | 項目          | 日期       | 地點             |
| ---------- | ------------- | ---------- | ---------------- |
| 世界錦標賽 |               |            |                  |
| 1 1        | 單打 混合雙打 | 1977       | 瑞典馬爾默       |
| 3 3        | 單打 混合雙打 | 1980       | 印尼雅加達       |
| 歐洲錦標賽 |               |            |                  |
| 1          | 單打          | 1978       | 英格蘭普雷斯頓   |
| 1          | 單打          | 1982       | 德國伯布林根     |
| 2          | 單打          | 1974       | 奧地利維也納     |
| 2 2        | 單打 混合雙打 | 1976       | 愛爾蘭都柏林     |
| 2          | 混合雙打      | 1978       | 英格蘭普雷斯頓   |
| 3          | 女子雙打      | 1972       | 瑞典卡爾斯克魯納 |
| 3          | 女子雙打      | 1982       | 德國伯布林根     |
| 國際公開賽 |               |            |                  |
| 1          | 單打          | 1979, 1980 | 全英公開賽       |

## 外部連結
- Lene Køppen's Profile - Badminton.dk